# 本間しげる
本間 しげる（ほんま しげる、1962年1月30日 - ）は、日本の男性コメディアン、芸人、俳優。新潟県出身。東放学園卒業後、舞台芸術学院卒業。ソーイング、オフィス北野に所属していた。
本名は、本間 茂（読み同じ）。1987年より一人芝居の形態で活動を始め、銀座博品館劇場、青山円形劇場、日清パワーステーションなどで単独ライブを多数行ってきた。

## 略歴[要出典]
- 1987年より「一人芝居」という形態で活動を開始。
- 様々なお笑いコンテストに出場し、チャンピオンなどを獲得。
- その後、1992年頃よりソロライブをスタート。
- 1994年のベストライブでは2000人にせまる観客動員数となった。
- 1996年11月から1年半ぶりにソロライブを再開し定期的に行っている。

また、近年ではライブ活動の他に個性的な演技力を活かし、テレビドラマや映画出演、脚本やコラムなど活動は多岐に渡る。

## 出演作品

### テレビドラマ
- 五星戦隊ダイレンジャー 第37話、第38話（1993年3月～1994年2月、テレビ朝日）- ゴーマ怪人・パチンコ大名人 人間態
- 悪魔のKISS 第5話、第8話（1993年7月7日〜9月22日、フジテレビ）
- 美味しんぼ（フジテレビ） - 富井文化副部長 役
  - 美味しんぼ 超豪華珍品グルメ フグ＆タイ究極の味くらべ!!これがホンモノの料理だ!!!!（1994年1月7日）
  - 美味しんぼ2 超豪華珍品料理 卵＆カキ＆蒸し焼き究極の味くらべ 勝者はどっちだ？（1995年1月20日）
  - 美味しんぼ3 究極VS至高〜生命の対決！生命の対決！（1996年11月1日）
  - 美味しんぼ4 秋の味覚特別企画!! これぞ日本人の心の味 炊き込みご飯対決！鮎テンプラ対決！そして…一度は食べてみたい逸品！豆腐料理対決（1997年10月8日）
  - 美味しんぼ5 究極VS至高最後の対決!?（1999年8月20日）
- ドラマ新銀河 家族注意報!（1996年8月5日〜8月29日、NHK総合テレビ）
- サイコメトラーEIJI第1期 第5話、第7話（1997年1月11日、2月8日、2月22日、日本テレビ）
- ヒロインたちの反乱 第一弾 浅野温子篇（1997年1月25日、WOWOW）
- QUIZ 第1話〜第3話、第8話、第9話（第1話はクレジット表示なし）（2000年4月14日〜6月16日、TBS）
- アドベンチャー探偵の事件簿 函館カニ食べ放題殺人事件（2000年11月6日、TBS）
- アドベンチャー探偵の事件簿2 米沢牛しゃぶしゃぶ食べ放題殺人事件（2002年5月20日、TBS）
- 演技者。第3弾「錦鯉」第2話（2002年6月25日〜8月6日、フジテレビ） - 謎の中国人・パオさん 役
- 華麗なるスパイ MISSION 5（2009年7月18日〜9月26日、日本テレビ） - 今井（ドン・カルネ） 役
- ハガネの女season1 Round6、Final Round（2010年6月25日、7月2日、テレビ朝日） - 真鍋一馬 役
- ハガネの女season2 Round1（2011年4月21日、テレビ朝日） - 真鍋一馬 役

### 映画
- ダンボールハウスガール（2001年10月6日、監督・脚本：松浦雅子、原作：萱野葵、シネカノン、チームオクヤマ） - 田島森作 役
- チキンハート（2002年8月3日、監督・脚本：清水浩、オフィス北野）
- SHA-CHI-HO-KO（2002年8月17日、監督：薬師寺光幸、エンゲル）
- サッド ヴァケイション（2007年9月8日、監督・脚本・原作：青山真治、スタイルジャム） - 中国人マフィア 役
- たみおのしあわせ（2008年7月19日、監督・脚本：岩松了、スタイルジャム）
- 東京プレイボーイクラブ（2012年2月4日、監督・脚本：奥田庸介、スタイルジャム）

### 舞台
- 錦織健 〜浅草オペラを唄う〜（天王洲アートスフィア）

一人芝居
- 渋谷コロシアムZ「本間しげるライブ・コレクション」vol．1（1992年7月）
- 東邦生命ホール「木靴の宴」（1993年6月）
- 東邦生命ホール「本間しげるライブBEST15・何かの間違い？」（1993年9月）
- 渋谷BEAMホール「大人の女養成講座」（1993年12月）
- 渋谷BEAMホール「日本一チョッキの似合う男」（1994年3月）
- 銀座博品館劇場「本間しげるライブBEST20・だってもう歯磨いちゃったんだもん」（1994年8月）
- 渋谷公園通り劇場「新米ミセス初めての週末」LIVE UFO'95（1995年4月）
- 渋谷BEAMホール「ナツオトコ現るスペシャル・あなたが選ぶBESTライブ」（1995年8月）
- 日清パワーステーション「本間しげる大いに唄う1」（1996年11月）
- 日清パワーステーション「本間しげる大いに唄う2」（1997年2月）
- 日清パワーステーション「本間しげる大いに唄う3」（1997年5月）
- 北沢タウンホール「本間しげるBESTライブ」（1998年4月）
- 青山円形劇場「こどもの城の王様」（1999年9月）
- ウッディシアター中目黒「ほぼ毎月ライブ（7月）」（2000年7月）
- BankART 1929 Yokohama「LIVE at BankART1929 YOKOHAMA」（2004年8月）
- 竹芝ロックスタジオ「LIVE at Rock Studio 2005 夏の新作」（2005年7月）
- 竹芝ロックスタジオ「LIVE at Rock Studio 2005 秋」（2005年10月）
- 竹芝ロックスタジオ「LIVE at Rock Studio 2006 初夏」（2006年6月）
- 竹芝ロックスタジオ「本間しげる at ROCK STUDIO2008」（2008年6月）

### テレビアニメ
- メダロット（アレスール・ルパン）

### 携帯電話サイト
- i SPA!「本間しげるのニュースクラッシュ」

### バラエティ
- 新しい波（フジテレビ、1993年2月26日）
- タモリのSUPERボキャブラ天国（フジテレビ、ボキャブラ発表会 ザ・ヒットパレード）- キャッチコピーは「一人ぼっちのカメレオンマン」
- 本間しげるの初めての海外シリーズ（スカパー!・チャンネル北野）

### CM
- レオパレス21
- 富士通“FMV”
- ファンタ［ACC広告大賞グランプリ受賞］

## 脚本
- 演技者。「錦鯉」

## 書籍
- 一人芝居の異才が送る時事ネタショート・ムービー70連発!!本間しげるのニュース・クラッシュ